# Leucanopsis nayapana
Leucanopsis nayapana är en fjärilsart som beskrevs av William Schaus 1941. Leucanopsis nayapana ingår i släktet Leucanopsis och familjen björnspinnare. Inga underarter finns listade i Catalogue of Life.